# نینیان
نینیان (انگلیسی: Ninian; ۱ ژانویهٔ ۰۳۶۰ – AD 432) یک قدیس مسیحیت است، که برای اولین بار در قرن هشتم به عنوان مبلغ مبلغ مذهبی در میان مردمان  پیکت اسکاتلند کنونی از او نام برده شد. به همین دلیل او به عنوان رسول پیکت‌های جنوبی شناخته می‌شود و در بخش‌هایی از اسکاتلند با میراث پیکتی، در سرتاسر سرزمین‌های پست اسکاتلند یا اسکاتلند غیرکوهستانی و در بخش‌هایی از انگلستان شمالی پادشاهی نورثامبریا فعال بوده ست. او همچنین به عنوان رینگان در اسکاتلند، و به عنوان تیرانیان در شمال انگلستان شناخته شده‌است.